# Leif Tennemann
Leif Tennemann (* 3. September 1960 in Sassnitz auf Rügen) ist ein deutscher Journalist, Hörfunkmoderator und Comedian, der hauptsächlich im Bundesland Mecklenburg-Vorpommern aktiv ist.

## Leben und Wirken
Tennemann wuchs in Sassnitz auf der Insel Rügen auf. Nach eigenen Angaben bestand er das Abitur an der Erweiterten Oberschule Ernst Moritz Arndt in Bergen nicht, weil er die Zeit der Prüfung in Mathematik lieber damit verbrachte, eine Kurzgeschichte zu schreiben und darum statt gelöster Aufgaben leere Blätter abgab. Er erlernte den Beruf des Baufacharbeiters in Greifswald, holte später das Abitur auf dem Weg einer Abendschule nach. Er arbeitete in unterschiedlichen Berufen, bevor er ein Studium des Journalismus aufnahm. Unter anderem reiste er zeitweilig mit einem Wanderzirkus.
Seit 1985 arbeitete er als Redakteur für die Radio-DDR-Ferienwelle in Rostock. Nach der Wende 1989 wurde er Redaktionsleiter für den Themenbereich Aktuelle Politik. Mit dem Sendestart 1992 wurde Tennemann Redakteur bei NDR 1 Radio MV. Seit 1993 arbeitete Leif Tennemann als freier Journalist, Moderator und Comedian. Er moderierte 15 Jahre u. a. den Sonnabendvormittag (erst „Leichte Brise“, dann das Beste von „Vorsicht Leif“) auf NDR 1 Radio MV. In dieser Zeit entstand auch seine Comedy-Figur Hausmeister Erwin, die in Mecklenburg-Vorpommern sehr populär ist. Heute arbeitet Leif Tennemann für NDR 1 Radio MV (Spaßtelefon Vorsicht Leif) sowie für andere deutsche Hörfunk- und Printmedien. Er tourt auch als Hausmeister Erwin vor allem durch Deutschlands Norden.
Seit 1999 ist er Geschäftsführer des von ihm gegründeten Tennemann Verlags oder Tennemann media in Schwerin, der hauptsächlich als Musik- und Buchproduzent tätig ist sowie einen Spezialversand für entsprechende Medien aus Mecklenburg-Vorpommern und Norddeutschland betreibt. 
2009 erhielt Leif Tennemann den Martha Müller-Grählert-Preis.

## Diskografie
- Vorsicht Leif. Das beste Spaßtelefon für uns in Mecklenburg-Vorpommern, Folge 1 bis 7 Audio-CD (LVC-Records, 2003–2018)
- "Liebe, Triebe, Ostseestrand", Goldmund Hörbücher, August 2020, ISBN 978-3-939669-39-5, Sprecher und Autor

## Bücher
- mit Janet Lindemann: Der Kohledieb von Rügen – Quack & Quacki entdecken die Welt. Kinderbuch, Tennemann Buchverlag, Schwerin 1. Auflage 2012, ISBN 978-3-941452-17-6.
- "Wortwörtlich: Gerd Kische" mit Jörn Pissowitzki, Interviewbuch, TENNEMANN Buchverlag, Schwerin 1. Auflage 2019, ISBN 978-3-941452-63-3